# Казка про діаманти та перлини
Казка про діаманти та перлини (англ. Diamonds and Pearls: A Fairy Tale) — оповідання Ніла Геймана 2009 року. Вперше опубліковане на сторінках фотокниги «Хто вбив Аманду Палмер: Збірка фотографічних доказів» (англ. Who Killed Amanda Palmer: A Collection of Photographic Evidence), що містила невеличкі оповідання до фотокарток, де зображувалася мертва Аманда Палмер (фотограф — Кайл Кесиді). Розповідь описує знімок, на якому «молода Аманда лежить з відкритим ротом на підлозі, всипаній дешевими прикрасами». 2015 року оповідання увійшло до збірки короткої прози «Обережно, тригери!».

## Сюжет
Після смерті матері, батько дівчини одружився вдруге з жінкою, яка також мала власну доньку. Незабаром, однак, її батько також помер та залишив свою дочку сиротою. Одного дня, мачуха дала дівчині 20 доларів та відправила придбати для неї пакетик наркотиків. По дорозі дівчина дала напитись собаці, якого прив'язали до ліхтаря, на сходах до будинку дилера пригостила повію яблуком, а згодом й прибрала у дилеровій квартирі, де панував суцільний безлад. Повертаючись з пакетиком наркотиків, дівчина не змогла перестати чинити добро та віддала пакетик повії, яка почувала себе дуже кепсько.
Вдома мачуха почала кричати на дівчину, з вуст якої на підлогу раптово почали сипатися діаманти, а після ляпаса мачухи з рота дівчини також випав й рубін. Зібравши та продавши коштовності, мачуха вдруге відіслала дівчину по наркотики, але цього разу від доброго серця дівчини нічого не залишилося — по дорозі вона копнула прив'язаного пса, штовхнула на сходах повію та без зайвих слів придбала у дилера наркотики.